# Negomir
Negomir là một xã thuộc hạt Gorj, România. Dân số thời điểm năm 2002 là 3866 người.